# BK 117
MBB/Kawasaki BK 117 – lekki wielozadaniowy  dwusilnikowy śmigłowiec opracowany przez Joint-Venture pomiędzy niemieckim koncernem MBB a japońskim Kawasaki Heavy Industries.

## Historia
Przy projektowaniu śmigłowca starano się w jak największym stopniu wykorzystać części sprawdzonego Bo 105, przy jednoczesnym zastosowaniu najnowszych rozwiązań technologicznych  w celu zwiększenia pojemności i udźwigu. Zwiększenie przestrzeni wewnątrz śmigłowca w porównaniu z Bo 105 było wymagane przede wszystkim  przez służby ratownicze. Umowa o współpracy pomiędzy MBB a KHI została podpisana z udziałem Dr.  Ludwika Bolkow 25 lutego 1977. Ustalono, że MBB zbuduje nowy wirnik wraz z urządzeniami sterującymi a KHI kabinę. Koszty rozwojowe oszacowane na 100 mln dolarów podzielono na dwie równe części. 13 czerwca 1977 w Ottobrunn prototyp P2 wykonał swój pierwszy lot.

## Warianty
Modele BK 117-A i 117 B1 różnią się modelami zastosowanych silników, które mają jednak zbliżone osiągi. Typ B2 ma mocniejsze silniki Avco Lycoming, dzięki czemu maksymalna masa startowa wzrosła o 150 kg. Model BK 117-C1 ma podobne silniki Turbomeca jednak dzięki nowemu systemowi przeniesienia mocy charakteryzuje się lepszymi właściwościami lotnymi.
W połowie lat 90. powstała ulepszona wersja, która otrzymała oznaczenie fabryczne BK 117-C2. Na rynku wersja ta znana jest pod oznaczeniem EC145 i powstała jako połączenie BK 117-C2 i EC 135. Wojskowa wersja śmigłowca Eurocopter EC145 otrzymała w USA oznaczenie UH-145. Śmigłowiec ten wygrał w 2006 przetarg na nowy wielozadaniowy lekki śmigłowiec dla US Army. Będzie produkowany w USA na licencji przez konsorcjum na czele którego stoi Eurocopter North America.  Koszt wyprodukowania 352 śmigłowców wyniesie 3 mld dolarów. UH 145 będzie używany w US Army pod oznaczeniem UH 72A Lakota.